# CVT M-300
CVT M-300 - одноместный планёр, разработанный в 1967 году в Италии.

## История
Одноместный планер стандартного класса, спроектированный Альберто Морелли, был предназначен для соревнований и клубного использования.

## Технические характеристики
- Экипаж: 1
- Длина: 6,39 м
- Размах крыла: 15 м
- Площадь крыла: 9,16 м²
- Соотношение сторон: 24,7:1
- Вес пустого: 190 кг
- Вес полного: 300 кг
- Максимальная скорость: 250 км/ч
- Скорость сваливания: 71 км/ч
- Максимальное аэродинамическое качество: 38
- Скорость снижения: 0,62 м/с